# Neoastelia
Neoastelia là một chi thực vật có hoa trong họ Asteliaceae.